# Jean-Baptiste Nothomb
Jean-Baptiste Nothomb báró (Messancy, Luxembourg, 1805. július 3. – Berlin, 1881. szeptember 6.) belga politikus és államférfi, Belgium miniszterelnöke 1841 és 1845 között.

## Élete
1805-ben a luxemburgi Messancy-ban született, Luxembourg-ba járt középiskolába és egyetemi tanulmányait a Liège-i Egyetemen végezte. 1826-ban szerezte meg jogi diplomáját és Luxemburgban nyitott ügyvédi irodát, majd Brüsszelbe költözött. Itt élénken részt vett a hollandok elleni mozgalom szervezésében, de 1830. augusztusban, amikor Brüsszelben kitört a forradalom, éppen Luxemburgban tartózkodott. Ennek ellenére kinevezték az alkotmányozó gyűlés tagjává.
Nothomb ezután a belga kongresszus tagja lett: három luxemburgi választókerület jelölte képviselőjének, de végül Arlon-t képviselte. 1831-ben megakadályozta, hogy a németek bekebelezzék Arlont. Nothombot, aki 25 évével a képviselő volt, megválasztották a kongresszus titkárának, illetve a külügyekkel foglalkozó bizottság tagjának. A kongresszus ülései során ellenezte Belgium egyesítését Franciaországgal, illetve szembeszállt a köztársaságpártiakkal is, mivel politikai nézetei szerint az alkotmányos monarchia, kétkamarás parlamenttel, szabad sajtóval és az ország függetlenségével volt az ideális államforma. Nothomb kezdetben a francia királyi családból származó Orleansi Lajost támogatta a belga trónra, de később mégis átpártolt Lipót szász-coburg-gothai herceg mellé és tagja volt a küldöttségnek, amely felajánlotta a koronát a hercegnek.
Később Érasme-Louis Surlet de Chokier báró régenssége alatt külügyi államtitkár lett és tagja volt annak a delegációnak, amely Londonban próbált véget vetni a Belgium és Hollandia között dúló háborúnak. A béke érdekében tett területi engedmények (Limburg és Luxemburg tartományok egy részének átengedése) miatt később sok támadás érte.
1837. január 13-án tagja lett a katolikus Barthélémy de Theux de Meylandt kormányának közmunkaügyi miniszterként, majd 1839-től 1840-ig igazságügyminiszter is volt. Minisztersége alatt indult meg a belga vasútvonalak kiépítése, mikor 1840-ben távozott posztjáról, már több, mint 300 km megépült (az első szakasz Brüsszelt kötötte össze Mechelennel). 1840-ben mint Belgium rendkívüli nagykövetét delegálták a Német Konföderációba.
1841. április 13-án alakította meg kormányát, ahol magának fenntartotta a belügyminiszteri posztot. 1845-ben, lemondása után diplomáciai pályára lépett és hosszú évekig rendkívüli követként képviselte Belgiumot Berlinben. Itt halt meg 1881-ben.

### A Nothomb-kormány tagjai
| Miniszteri tiszt       | Név                   | Párt      |
| ---------------------- | --------------------- | --------- |
| Külügyminiszter        | Félix de Muelenaere   | Katolikus |
| Belügyminiszter        | Jean-Baptiste Nothomb | Katolikus |
| Igazságügyminiszter    | Guillaume Van Volxem  | Katolikus |
| Pénzügyminiszter       | Camille de Briey      | Katolikus |
| Közmunkaügyi miniszter | Léandre Desmaisières  | Katolikus |
| Hadügyminiszter        | Gérard Buzen          | Katolikus |

## Változások
- 1841. augusztus 5.
  - Félix de Muelenaere (Katolikus) lemond a külügyminiszteri posztról, helyét Camille de Briey (Katolikus) foglalja el, aki lemond a pénzügyminiszteri pozícióról
  - Jean Baptiste Smits (Katolikus) lesz az új pénzügyminiszter
- 1841. december 14.
  - Guillaume Van Volxem (Katolikus) lemond az igazságügyminiszteri posztról, helyét ideiglenesen Jean-Baptiste Nothomb veszi át.
- 1842. február 6.
  - Gérard Buzen (Katolikus) lemond a hadügyminiszteri posztról és helyét Henri de Liem (Liberális) veszi át.
- 1843. április 5.
- Henri de Liem (Liberális) lemond a hadügyminiszteri posztról, helyét ideiglenesen Léandre Desmaisières (Katolikus) veszi át.
- 1843. április 16.
  - Camille de Briey (Katolikus) lemond a külügyminiszteri posztról, helyét Albert Joseph Goblet d’Alviella (Liberális) veszi át
  - Jules Joseph d'Anethan (Katolikus) kapja az igazságügyminiszteri posztot
  - Léandre Desmaisières (Katolikus) lemond a közmunkaügyi posztról, helyét Adolphe Dechamps (Katolikus) foglalja el
  - P.Dupont lesz az új hadügyminiszter

## Írásai
1838-ban jelent meg a belga forradalomról szóló műve, az Essai historique et politique sur la révolution belge, amelyet általános elismerés fogadott: Palmerstone brit miniszterelnök elismerőleg szólt a könyvről, míg I. Lajos Fülöp francia király a Becsületrenddel tüntette ki. A könyvet még ugyanebben az évben lefordították németre és olaszra, és három kiadást ért meg.

## Lásd még
- Katolikus Párt
- Belgium miniszterelnökeinek listája

## Fordítás
- Ez a szócikk részben vagy egészben  a   Jean-Baptiste Nothomb című angol Wikipédia-szócikk fordításán alapul.  Az eredeti cikk szerkesztőit annak laptörténete sorolja fel. Ez a jelzés csupán a megfogalmazás eredetét és a szerzői jogokat jelzi, nem szolgál a cikkben szereplő információk forrásmegjelöléseként.